# 高坂光幸
高坂 光幸（こうさか みつゆき、1946年〈昭和21年〉12月22日 - ）は秋田県北秋田郡鷹巣町出身の日本の映像監督、製作主任である。
立命館大学英米文学科を卒業後、映画製作会社の男プロに助監督として入社したが、すぐに男プロが倒産してフリーに、その後は京都映画撮影所の助監督として活動、『必殺シリーズ』では『必殺仕掛人』から助監督を務め、『必殺仕業人』の第27話「あんたこの恨みをどう思う」で初めて監督を務めた。その後も必殺シリーズの監督を務めたが、『必殺仕事人』の第34話で監督を務めて以降は監督業からは遠ざかり、制作主任、制作者として活動している。
2022年に立東舎から発刊された高鳥都による著書『必殺シリーズ秘史 50年目の告白録』(ISBN 978-4-8456-3804-8) ではインタビューが掲載された。

## その他
『必殺シリーズ異聞 27人の回想録』（立東舎、ISBN 978-4-8456-3886-4）の取材で2023年に火野正平を取材したライターの高鳥都によると、『新・必殺仕置人』の第17話「代役無用」で劇中歌として火野が歌った『想い出は風の中』は、高坂が作詞したものである。

## 主な作品

### 監督

#### テレビドラマ（監督）
- 必殺シリーズ
  - 必殺仕業人 (1976) (27話)
  - 新必殺仕置人 (1977) (8, 12, 17, 21, 23, 25, 30, 32, 33, 35, 37, 40話)
  - 必殺商売人 (1978) (8, 11, 15, 19, 21, 24話)
  - 必殺からくり人 富嶽百景殺し旅 (1978) (7, 8話)
  - 翔べ! 必殺うらごろし (1978-79) (17, 18, 20話)
  - 必殺仕事人 (1979-1981) (14, 24, 34話)

### 制作

#### テレビドラマ（制作）
- 額田女王 (1980)
- 必殺シリーズ
- 鬼平犯科帳シリーズ
- 剣客商売シリーズ
- 京都殺人案内シリーズ
- 無用庵隠居修行シリーズ
- だましゑ歌麿シリーズ
- 徳川武芸帳 柳生三代の剣 (1993)
- 炎の奉行 大岡越前守 (1997)
- 壬生義士伝～新選組でいちばん強かった男 (2002)
- 天下騒乱〜徳川三代の陰謀 (2006)
- 刺客請負人 (2007)
- よろずや平四郎活人剣 (2007)
- 寧々〜おんな太閤記 (2009)
- 書道教授 (2010)
- 忠臣蔵〜その義その愛 (2012)

#### 映画
- 花のお江戸の釣りバカ日誌 (1998)
- 必殺!三味線屋勇次 (1999)
- 悪名 (2001)
- カタクリ家の幸福 (2002)
- 跋扈妖怪伝 牙吉 (2004)
- ヒョンジェ (2007)
- ゲゲゲの鬼太郎 (2007)
- 鴨川ホルモー (2009)

## 脚註
1. 1 2 3 4 5  「29歳の高坂光幸監督がデビュー」『静岡新聞』静岡新聞社、1976年7月21日、朝刊、5面。
2. ↑  『総勢30名が明かすアウトロー時代劇の舞台裏！ 光と影の深堀りインタビュー集『必殺シリーズ秘史 50年目の告白録』が9月16日に発売』（プレスリリース）株式会社インプレスホールディングス、2022年9月2日。2024年9月13日閲覧。
3. ↑  山崎努 著、週刊現代 編、（インタビュアー：高鳥都）「「役を壊したかった」念仏の鉄・山崎努が初めて明かす…金をもらって恨みをはらす裏稼業「必殺シリーズ」50周年秘話」『現代ビジネス』、講談社、4頁、2022年10月29日。2024年9月13日閲覧。
4. ↑  “必殺シリーズ始末 最後の大仕事”. 立東舎. 2024年9月13日閲覧。
5. ↑  春日太一 (2015年6月12日). “火野正平 藤田まことはテレビが生んだ最大のタレントだった”. NEWSポストセブン.  小学館. 2024年9月13日閲覧。
6. ↑  高鳥都（インタビュアー：高橋寛次）「「優しくスッと心に入ってくる」必殺シリーズ取材、高鳥都さんが語る火野正平さんの魅力」『産経新聞』、産経新聞社、2024年11月22日。2024年11月25日閲覧。